# Темний світ: Рівновага
«Темний світ: Рівновага» (рос. Тёмный мир: Равновесие) — російський фільм і телесеріал режисера Олега Асадуліна в жанрі міської фентезі. Сценарій написали фантасти Марина та Сергій Дяченко, пізніше вони переробили свій сценарій в новелізацію фільму. Прем'єра фільму в світі та Україні відбулася 5 грудня 2013 р. Показ розширеної версії фільму у вигляді телесеріалу розпочався 12 травня на телеканалі СТС. 
У квітні 2015 року Держкіно включило серіал до списку заборонених до показу в Україні як такий, "що містить популяризацію органів держави-агресора."

## Сюжет
Московська студентка Даша отримує в подарунок від невідомих сил магічний амулет. Пізніше з його допомогою вона виявляє в собі здатність бачити Тіней, енергетичних вампірів, які вторгаються на Землю з Темного Світу та викрадають життєві сили людей. Дашу запрошують працювати в «Службу Доставки» — магічну організацію, що полює на Тіней і викидає їх в Темний Світ через портал, розташований під будівлею вигаданого університету РДУ (його зображає будівля МДУ). Даша розкриває кілька Тіней, рятує кількох людей і знаходить своє кохання в особі одного з врятованих на ім'я Сем (Семен).
Тим часом древній чародій Олександр, який живе в Лондоні, вирішує відкрити портал у Темний Світ і випустити всіх Тіней, щоб завоювати наш світ. У цьому йому заважає Даша, чия кров володіє особливою силою. Лиходій спершу підсилає до героїні свою помічницю, яка намагається позбавити Дашу жіночої чарівності, але її чари зазнають поразки через істинну любов між Дашею і Семом. Тоді Олександр, поневоливши свідомість Сема, примушує Дашу віддати йому кров і амулет, який дозволяє йому завершити складання магічної статуї. У Москві починаються катаклізми, а портал у Темний Світ починає відкриватися. Однак Даша стрибає в портал, чудесним чином повертає собі амулет і ліквідує небезпеку. У фіналі з'ясовується, що вся пам'ять Сема була помилковою, а насправді він давно зникла безвісти людина на ім'я Єгор. Але ж чому коли посвячені виливають молоко на тіней вони помирають?

## Ролі
- Марія Пирогова — Даша
- Павло Прилучний — Семен «Сем» (Єгор)
- Макар Запорізький — Михайлик
- Валерія Ланська — Лєра (дівчина Михайлика)
- Євгенія Брік — Ліза, співробітниця Служби доставки
- Олександр Ратніков — Гриша, співробітник Служби доставки
- Владислав Абашин — «Піпл», співробітник Служби доставки
- Григорій Скряпкін — Льоша, співробітник Служби доставки
- Ігор Черневич — Інструктор Служби доставки
- Аліса Хазанова — Тамара, тінь
- Анастасія Стежко — тінь в навушниках (епізод)
- Петро Семак — чаклун
- Олексій Маклаков — фізкультурник
- Пауліна Андрєєва — Лілі, права рука чаклуна
- Анна Цуканова — Настя, подруга Даші

## Виробництво
Зйомки проходили у Москві та Підмосков'ї та зайняли 118 знімальних днів. Понад 60 претенденток пробувалося на роль головної героїні Дарини. У підсумку, роль дісталася Марії Пироговій. Для проєкту були розроблені знаки-ієрогліфи, магічні символи, через які Тіні викачують енергію зі своїх жертв. Режисер Олег Асадулін-Худоін сам намалював ескіз амулета головної героїні і сам «прикрашав» тіла акторів знаками-ієрогліфами.
Амулет головної героїні Дарини виготовлений зі срібла з натуральним каменем, над ним працювали професійні ювеліри. Сценаристи придумали як місце дії неіснуючий ВНЗ — Російський державний університет.
Падіння маленької Даринки з моста в річку зняли з 1 дубля, в воду стрибала справжня дівчинка-каскадер. Підводну сцену з Марією Пироговою знімали в басейні: актрисі довелося провести у воді близько 10 годин. Над сценою будівництва університету працювали у Домодєдовському кар'єрі, і всю ніч акторів і масовку поливав штучний дощ. У сцені руйнування головної будівлі РДУ брало участь більш 200 акторів масовки.
У фільмі і серіалі в цілому понад 3000 шортів комп'ютерної графіки.

## Касові збори
Бюджет «Темного світу: Рівновага» становив 5 мільйонів доларів США. В дебютний уїк-енд картина зібрала 5,5 млн рублів. За даними порталу «Кинопоиск», в загальній складності в російському та українському прокаті фільм зібрав 2 млн доларів.

## Заборона в Україні
У квітні 2015 року Держкіно включило серіал до списку заборонених до показу в Україні як такий, "що містить популяризація органів держави-агресора."